# Riserva naturale delle Grotte di Aisone
La Riserva naturale Grotte di Aisone è un'area naturale protetta istituita dalla Regione Piemonte con Lr n 11/2019, che ha modificato il Testo unico sulla tutela delle aree naturali e della biodiversità (Lr n.19/2009). L'area protetta tutela il sistema di cavità a monte dell'abitato di Aisone alcune delle quali sono state occupate stagionalmente dall'uomo a partire dal Neolitico. Le tracce di insediamenti trovate dagli archeologi rappresentano la testimonianza più antica della presenza umana nella Valle Stura.
La creazione della Riserva, motivata innanzitutto dall'interesse archeologico del sito, risponde anche alla richiesta dell'Europa di garantire la conservazione della biodiversità e soprattutto dell'avifauna presente compresa nella Direttiva “Uccelli” che tutela le specie a rischio di estinzione o vulnerabili perché legate ad habitat specifici.
Particolarmente significativo è il patrimonio botanico. La Riserva racchiude entro i suoi confini una flora che si caratterizza per la presenza di diverse specie di orchidee, tra queste particolarmente preziosa è Ophris x albertiana, raro ibrido tra O. apifera e O. fuciflora. Altre perle botaniche sono le endemite Alyssum ligusticum, Phyteuma villarsii, Saxifraga callosa (diffusa negli ambienti mediterranei e non comune nelle Alpi), la felce delle grotte Adiantum capillus-veneris e la stipa pennata.
La tutela e la valorizzazione della Riserva sono affidate all'Ente di gestione delle aree protette Alpi Marittime.